# Mathesiusita
La mathesiusita és un mineral de la classe dels sulfats. Rep el nom en honor de Johannes Mathesius (24 de juny de 1504, Rochlitz, Saxònia - 7 d'octubre de 1565, St. Joachimsthal, Bohèmia), un pastor i humanista luterà. També va ser un "mineralogista aficionat" i amic de Georg Agricola, considerat "el pare de la mineralogia".

## Característiques
La mathesiusita és un sulfat de fórmula química K₅(UO₂)₄(SO₄)₄(VO₅)·4H₂O. Va ser aprovada com a espècie vàlida per l'Associació Mineralògica Internacional l'any 2013, sent publicada per primera vegada el 2014. Cristal·litza en el sistema tetragonal. La seva duresa a l'escala de Mohs és 2.
L'exemplar que va servir per a determinar l'espècie, el que es coneix com a material tipus, es troba conservat a les col·leccions del departament de mineralogia i petrologia del Museu Nacional de Praga, a la República Txeca, amb el número de catàleg: p1p 7/2013.

## Formació i jaciments
Va ser descoberta al filó Geschieber de la mina Svornost, a la localitat de Jáchymov, dins el districte de Karlovy Vary (Regió de Karlovy Vary, República Txeca). També ha estat descrita al grup miner de North Mesa, al districte miner de San Rafael (Utah, Estats Units). Aquests dos indrets són els únics de tot el planeta on ha estat descrita aquesta espècie mineral.